# Luxe-Sumberraute
Luxe-Sumberraute település Franciaországban, Pyrénées-Atlantiques megyében. Lakosainak száma 399 fő (2022. január 1.). Luxe-Sumberraute Amendeuix-Oneix, Béguios, Beyrie-sur-Joyeuse, Garris és Labets-Biscay községekkel határos.

## Népesség
A település népességének változása:
| Lakosok száma | 373  | 397  | 429  | 404  | 406  | 410  | 412  | 414  | 399  |
|               | 2013 | 2015 | 2016 | 2017 | 2018 | 2019 | 2020 | 2021 | 2022 |